# 아쓰타역
아쓰타역(일본어: 熱田駅 아츠타에키[*])은 일본 아이치현 나고야시 아쓰타구에 있는 도카이 여객철도 도카이도 본선의 역이다.

## 개요
이 역은, 1886년 3월에 개업했다. 도카이도 53차 41번째의 역참인 미야주쿠, 아쓰타 신궁이 있던 것에 의해, 아쓰타는 예부터 번창하였다. 아쓰타 역이 설치되었던 경은, 주변이 갈대 투성이의 나고야역과 비교하면, 이 역은 아스라이 나고야의 관문으로서 어울리는 것이었다. 그러나 1913년에 아이치 전기 철도(후의 나고야 철도)의 진구마에 역이 부근에 설치되면, 열차 개수가 열세했던 일 등부터 어울림을 사로잡혔다. 예전에는, 이 역과 나고야 역과의 사이에 역은 없고, 유료 급행이 운전되고 있던 시대는 일부의 급행열차가, 그 이후는 쾌속 열차가 정차하고 있지만, 옆의 가나야마 역이 1989년의 종합역으로서 정비되었으면, 그 지위를 잃었다.
나고야 역에는 열차를 유치하지 않기 때문에, 남아졌던 넓은 구내나 어느 선의 유치선으로, 러시 아워용의 통근열차나 호쿠리쿠 방면의 특급열차가 쉬고 있었다. 주간, 평일은 117계 8량 편성이 3개, 토·휴일은 311계 4량 편성이 1개, 아침에 운용을 마쳤던 후 밤에 사용을 갖춰서 장시간 유치되었다. 특급 '시라사기'는, 종점의 나고야 역에서 승객을 끌어냈던 후 이 역까지 회송되어, 리넨 교환등의 차내 정비를 행했던 후, 다시 나고야 역까지 회송되었다.

## 역 구조 및 승강장
섬식 승강장 2면 4선을 가진 지상역. 승강장의 번호는 구내 서쪽부터 붙여져 있고, 1번선부터 4번선까지 존재한다. 1·2번선이 하행열차용, 3·4번선이 상행열차용으로, 2·3번선이 본선, 1·4번선이 대피선으로 되어 있다. 이 외에도 승강장이 없는 선로가 있고, 1번선 서쪽의 2선은 대피선, 4번선 동쪽의 2선은 막다른 형식의 유치선(착발 수용선)으로 되어 있다. 이 대피선 · 유치선은, 특급 '시라사기'의 반환 회송열차나 통근 수송용의 열차(주간은 117계가 유치되고 있는 일이 많다, 토·일·휴일에는 311계)가 유치되고 있다.
역사와 2개의 승강장은 과선교로 연결한다. 배리어 프리로는 3대의 엘리베이터(승강장 - 과선교 간 2대, 개찰층 - 지상 1대)와, 개찰과 과선교의 사이를 경사로 연결하는 일로 대응하고 있다.
구내의 서쪽에 있는 역사는 2층 건물로, 역 사무실 · 개찰구는 2층에 있다. 메이테쓰진구마에 역과는 같지 않은 선상 역사로는 되지 않기 때문에, 직접 나고야 철도의 선로를 넘어서 역의 동쪽으로 가는 일은 하지 않는다. 도카이 여객철도의 직영역이지만 역장은 배치되지 않기 때문에, 가나야마 역이 이 역을 관리한다. 발권 창구, 승차권 자동 발매기 2대(TOICA 대응 터치 패널식), TOICA 현금기도 설치되어 있다.
JR의 특정도구시내 제도로 걸친 '나고야 시내'의 역이다.
| 1 | 하행 대피선 · 예비 승강장 |      |                          |
| 2 | ■ 도카이도 본선           | 하행 | 나고야 · 오가키 방면     |
| 3 | ■ 도카이도 본선           | 상행 | 도요하시 · 다케토요 방면 |
| 4 | 상행 대피선 · 예비 승강장 |      |                          |

## 역 주변
- 아쓰타 신궁
- 나고야 시 아쓰타 구청 · 도서관 · 보건소
- 진구히가시 공원
- 진구마에 역 - 나고야 철도
- 진구니시 역 - 나고야 시 교통국 지하철
- 닛폰 차량제조 본사
- 나고야 시 아쓰타 토목 사업소
- 닛폰 가이시 본사 · 공장
- 진구히가시 주니치 하우징 센터
- 국도 제19호선

## 역사
다케토요역을 기점으로 해, '한다 선'등으로 불리었던 노선의 종착역으로서 1886년 3월에 개업했다. 당시는 현위치보다 78C(약 1.57 km) 남쪽, 현재의 미즈호구 우키시마 정 부근에 역이 있어, 아쓰타 항을 사이에 둔 철도 · 수운의 연락역이었다.
1896년, 이용증가에 수반해 아쓰타 역을 아쓰타 신궁 근처의 현 위치로 이전했다. 이전에 수반해 아쓰타 항으로부터 떨어졌지만, 쇼진 강(후의 신호리 강)으로의 운하를 건설해, 항으로의 연락을 도모한다. 그 후의 나고야코 역이나 시로토리 역의 개업에 의해 이용이 감소해 매립할 수 있었다.
현재의 역사는 4대째이다. 역의 이전에 수반해 건설되었던 2대째의 역사는 태평양 전쟁중의 1945년 5월, 공습으로 당해 소실되었다. 이 날의 공습으로는, 아쓰타 신궁의 신사나 가사데라 역 역사 등도 소실했다. 소실부터 2년 후의 1947년 6월에 3대째의 역사가 건설되어, 1982년 10월에 4대째의 현 역사로 개축되었다.
개업시부터 철도 화물 수송 거점역의 하나였고, 유개차용 차급 승강장이 역 구내로 설치되었던 것 외, 닛폰 차량제조 본사 공장이나 내외 수송 나고야 지점, 주쿄 창고등으로 이어지는 전용선이 존재했다. 1980년대 전반에 합리화하기 위해 모두 폐지되어, 일부의 업무는 나고야 화물 터미널 역으로 통합되었다. 또한, 카 트레인이 운행되고 있던 시간대는, 이 역이 나고야지구의 시발 · 종착역이었다.

### 연표
- 1886년 3월 1일 : 관설 철도(후의 국철 · JR)의 다케토요 - (오부) - 아쓰타 간 개업시에 개업. 일반역.
- 1886년 4월 1일 : 관설 철도가 비와지마 역(현재의 기요스역)까지 연신. 도중역이 된다.
- 1895년 4월 1일 : 선로 명칭 제정. 도카이도 선(1909년에 도카이도 본선으로 개칭)의 소속이 된다.
- 1896년 9월 1일 : 현 위치로 이전.
- 1908년 5월 3일 : 역 앞에 나고야 전기 철도(후의 나고야 시덴)가 노선 연장.
- 1918년 9월 10일 : 지쿠사역으로의 도카이도 본선 화물 지선 개업.
- 1930년 4월 1일 : 지쿠사 역으로의 도카이도 본선 화물 지선 폐지.
- 1945년 5월 17일 : 공습에 의해 역사 소실.
- 1947년 6월 22일 : 역사 재건.
- 1974년 2월 16일 : 나고야 시덴 아쓰타에키마에 역 폐지.
- 1978년 1월 16일 : 전용선 발착을 제외한 화물의 취급을 폐지.
- 1982년 10월 : 현재의 역사로 개축.
- 1984년 1월 10일 : 화물의 취급을 전부 폐지.
- 1986년 11월 1일 : 하물의 취급을 폐지.
- 1987년 4월 1일 : 일본국유철도 분할 민영화에 의해, 도카이 여객철도 (JR 도카이)가 승계.
- 1989년 7월 9일 : 옆의 가나야마역의 승강장이 도카이도 본선상으로 마련되어, 이 역이 새로운 신쾌속 · 쾌속 정차의 역으로 되었던 일에 수반해, 쾌속 정차역으로부터 보통열차만의 정차역으로 한다.
- 1995년 10월 14일 : 자동 개찰기를 도입.
- 2006년 11월 25일 : TOICA를 도입.

## 인접 역
| 도카이 여객철도 도카이도 본선   | 도카이 여객철도 도카이도 본선 | 도카이 여객철도 도카이도 본선 |
| ------------------------------- | ----------------------------- | ----------------------------- |
| 가사데라 하마마쓰·시즈오카 방면 | ■ 도카이도 본선               | 가나야마 도요하시·나고야 방면 |